# Vrhnika
Vŕhnika (, na Vrhniki) je mesto z 9.125 prebivalci (2024) in središče Občine Vrhnika. Leži ob stari cesti Ljubljana–Postojna ob jugozahodnem robu ljubljanskega barja blizu izvira Ljubljanice. Mesto je vsakodnevno povezano z Ljubljano z rednima medkrajevnima avtobusnima linijama št. 47 in 48.
Vrhniko, ki leži na nadmorski višini 294 m (središče mesta) okoli vzpetine (hriba) Tičnica (366 m), kjer je tudi Cerkev sv. Trojice (352 m), sestavljajo mestni predeli oz. nekdanje vasi: Vas, Nova vas, Klanec, Klis, Hrib, Janezova vas (na desnem bregu Ljubljanice), Kurja vas, Betajnova, Kačja vas, Breg, Drča, medtem ko je Stara Vrhnika na severu samostojna vas oz. naselje. Med Vrhniko in Staro Vrhniko je opuščena nekdanja vojašnica 26. oktober. Južno od Vrhnike so izviri Ljubljanice na geološki prelomnici med kraškim svetom in Ljubljanskim barjem. Preko struge Ljubljanice in avtoceste meji na naselje Verd, ki je del sklenjenega urbanega poselitvenega območja Vrhnike. 
Na Vrhniki sta osrednji kulturni ustanovi Cankarjev dom Vrhnika in Cankarjeva knjižnica ter Glasbena šola Vrhnika, poleg tega je urejena Cankarjeva spominska hiša in razstava Moja Ljubljanica deluje pa tudi Mala mestna galerija Vrhnika.

## Zgodovina

### Prazgodovina in antika
Mesto naj bi po legendi ustanovili Argonavti, ki so pod vodstvom Jazona pripluli po Savi in Ljubljanici iz Črnega morja. Ko so prišli do izvira Ljubljanice na tem mestu, so morali ladjo razstaviti in prenesti po kopnem do obale Jadranskega morja. Njihova ladja je upodobljena v občinskem grbu.
Prvi dokazi o človekovi prisotnosti na območju Vrhnike segajo v starejšo kameno dobo. V okolici bližnjega Verda je bilo najdeno več izjemnih prazgodovinskih najdb (ostanki neolitskega voza (1994), tabor kamenodobnih lovcev (2004), kot bogato arheološko najdišče je poznana tudi reka Ljubljanica, ki je bila pomembna plovna trgovska pot.
V antičnih časih je bila Vrhnika tržno in pristaniško naselje, znano kot Navport (Nauportus, kar je hibridna beseda iz grške sestavine nays ‘ladja’ in latinske portus ‘pristanišče’), kakor naj bi ga poimenovali že Argonavti. V tem času je Navport spadal pod pleme Tavriskov. Na bregovih Ljubljanice so bila ugotovljena in odkopana rimska skladišča in ostanki utrjenega tržišča, na območju župnijske cerkve sv. Pavla in ulice Gradišče so še vidni ostanki rimskega kastela. Na pobočjih nad Vrhniko ležijo ostanki zidovja in stražnih stolpov iz sklopa Claustra Alpium Iuliarum. Sredi 5. stoletja, ko je Rimski imperij že propadal, so mesto uničili Huni.

### Srednji vek
V srednjem veku se je Vrhnika razdelila na tri jedra: Hrib, kjer so prebivali obrtniki (usnjarji, čevljarji); Vas je predstavljala stanovanjski predel z obrtniki nižjega sloja (vozniki, brodniki); Breg pa je slovel kot bogatejši del s trgovinami, bogataši in višjimi sloji obrtništva. V pisnih virih se Vrhnika prvič omenja leta 1300 kot Gornja Ljubljana; kot trg pa jo je označil šele Valvazor v svoji Slavi vojvodine Kranjske leta 1689. Svojo zlato dobo pa je Vrhnika doživela v 17. stol., ko je oživela trgovska pot med Trstom in Ljubljansko kotlino. Ob izgradnji cesarske ceste Dunaj–Trst je Vrhniko zajela gospodarska kriza, saj je kot obrt propadlo čolnarstvo. Vendar se je zaradi tega kasneje tudi razvila lesna obrt.
V listinah iz tega časa se kraj največkrat navaja pod nemškim imenom Oberlaybach (»Gornja Ljubljana«) oz. njegovimi variantami (Ober Laybach, Obernlaibach ipd.; latinsko Superior Laibacum), pa tudi Vernich, Nider Dorf idr.

### Novejša zgodovina
Leta 1876 se je v mestnem predelu, imenovanem Na klancu, rodil prvi slovenski poklicni pisatelj Ivan Cankar. Hiša, ki stoji na mestu njegove rojstne hiše, je preurejena v spominski muzej.
Na prelomu 19. in 20. stoletja je bila glavna dejavnost prevozništvo, pa tudi žagarstvo, mlinarstvo in usnjarstvo; Vrhnika leži ob najugodnejši povezavi preko kraških planot do morja, na razvoj pa vpliva tudi bližina Ljubljane.
Hitrejši razvoj naselja je sprožila lokalna železnica med Ljubljano in Vrhniko, ki je bila dograjena leta 1899 in je omogočila razvoj usnjarske, lesne, živilske in elektronske industrije. Od leta 1966 je opuščena. Status mesta je Vrhnika dobila leta 1955. V letih 1970–72 je bil na relaciji Vrhnika–Postojna zgrajen odsek avtoceste A1, prva štiripasovna avtocesta v tedanji Jugoslaviji.
Skozi naselje tradicionalno poteka tudi kolesarski maraton Franja.

## Znani Vrhničani
- Ivan Cankar, pisatelj (1876–1918)
- Simon Ogrin (1851–1930)
- Matej Sternen (1870–1949)
- Jožef Petkovšek (1861–1898)
- Ivan Michler, pionir moderne speleologije (1891–1982)
- Karel Grabeljšek (1906–1985)
- France Kunstelj (1914–1945)
- Ivan Jager (1871–1959)
- Franc Jager (1869–1941)
- Lojze (Alojzij) Drašler, arhitekt
- Stane Dremelj (1906–1992)
- Karel Štirn (1910–2004)
- France Popit (1921–2013)
- Stane Kavčič
- Floris Oblak, slikar (1924–2006)
- Ivan Malavašič pisatelj, pesnik, slikar (1927–2019)
- Janez Bermež
- Alenka Bikar
- Miran Stanovnik
- Mojca Suhadolc
- Aleš Ogrin
- Sara Živkovič
- Matjaž Končan
- Miša Molk
- Dragan Živadinov
- Saša Petrović (Challe Salle)